# 圓點短刺魨
圓點短刺魨（学名：Cyclichthys orbicularis），又名短棘圓刺魨、刺規、氣瓜仔、圓點圓刺魨，為輻鰭魚綱魨形目四齒魨亞目二齒魨科的其中一種，為熱帶海水魚，分布於印度西太平洋區，從紅海至菲律賓，北起日本，南迄澳洲、新喀里多尼亞海域，棲息深度9-170公尺，本魚成魚體褐色至灰色，並具有黑色斑塊，背鰭軟條11-13枚，臀鰭軟條10-12枚，體長可達30公分，棲息在水質清澈、海藻及海綿生長的礁石區，夜行性，以有硬殼的軟體動物為食，生活習性不明，可做為食用魚及觀賞魚。

## 扩展阅读
維基物種上的相關：圓點圓刺魨